# Venezillo celsicauda
Venezillo celsicauda là một loài chân đều trong họ Armadillidae. Loài này được Barnard miêu tả khoa học năm 1932.